# Everardo de Baviera
Everardo fue el hijo mayor y sucesor de Arnulfo de Baviera, duque de Baviera (907-937). Su ducado fue corto, sin embargo, ya que fue desterrado por el rey Otón I de Alemania en 938.
En 933 o 934, a causa de su ascendencia materna, le ofrecieron la Corona de Hierro del Reino lombardo por los partidarios del recientemente fallecido Rodolfo II de Borgoña, un oponente de Hugo de Arlés para el trono. El duque, aliado con el obispo Ratherius marchó contra Verona, pero la campaña fracasó. En 935, fue designado por su padre como su heredero al ducado. El duque Arnulfo alcanzó el consentimiento de Enrique I el Pajarero, y obligó a la nobleza a rendir homenaje a su hijo. Por este tiempo, Eberhard se casó con Liutgarda.
Tras la muerte de su padre, le sucedió sin alharacas, pero pronto entró en conflicto con Otón I, que se opuso a los privilegios concedidos a Arnulfo por su padre, el rey Enrique I el Pajarero. En dos campañas en 938, en primavera y otoño, Otón derrota a Everardo y lo destierra. En su lugar se nombró a su tío Bertoldo de Baviera. Se desconocen el lugar de destierro y la fecha de la muerte de Everardo. Puede que hayan muerto alrededor de 940 y pueden haber huido a Hungría, incluso ayudando a los rebeldes de 953. 
| Predecesor: Arnulfo el Malo | Duques de Baviera 937 - 938 | Sucesor: Bertoldo |